# Mette Masst
Mette Masst, född 6 oktober 1955, död 27 april 2016 i Oslo, var en norsk diplomat.
Masst, som var filosofie doktor i internationella utvecklingsstudier, arbetade i utrikestjänsten från 2004. Hon var ministerråd vid Norges ambassad i Maputo 2004–2009, senior rådgivare vid Utenriksdepartementet 2009–2011 och fackdirektör där 2011–2013. Från 2013 till 2016 tjänstgjorde hon som ambassadör i Maputo.